# Friendship (Surinam)
Friendship es una localidad ubicada en el distrito administrativo de Coronie en Surinam. La ciudad se encuentra al nivel del mar sobre la costa del Océano Atlántico, al oeste de Paramaribo la capital de Surinam.
Originalmente se formó como una plantación en 1880, que fue construida por los primeros pobladores escoceses e ingleses. En la localidad se sitúa la casa del comisionado del distrito y un centro de salud.